# Emanuela Ramon
Emanuela Ramon (Malo, 27 ottobre 1982) è un'ex cestista italiana.

## Carriera

### Nei club
Gioca a Schio e nel 2010-11 vince sia il campionato che la coppa. Ha segnato 2 punti nella sfida di Supercoppa italiana vinta contro Taranto il 7 ottobre 2012. Ha vinto poi anche la Coppa Italia nella finale contro Lucca e completato il treble con la conquista dello scudetto, sempre in finale contro Lucca, il 4 maggio.

### In Nazionale
Il 2 luglio 2009 vince la medaglia d'oro ai Giochi del Mediterraneo di Pescara con la maglia della Nazionale italiana.

## Statistiche

### Cronologia presenze e punti in Nazionale
| Cronologia completa delle presenze e dei punti in Nazionale - Italia | Cronologia completa delle presenze e dei punti in Nazionale - Italia | Cronologia completa delle presenze e dei punti in Nazionale - Italia | Cronologia completa delle presenze e dei punti in Nazionale - Italia | Cronologia completa delle presenze e dei punti in Nazionale - Italia | Cronologia completa delle presenze e dei punti in Nazionale - Italia | Cronologia completa delle presenze e dei punti in Nazionale - Italia | Cronologia completa delle presenze e dei punti in Nazionale - Italia |
| Data                                                                 | Città                                                                | In casa                                                              | Risultato                                                            | Ospiti                                                               | Competizione                                                         | Punti                                                                | Note                                                                 |
| -------------------------------------------------------------------- | -------------------------------------------------------------------- | -------------------------------------------------------------------- | -------------------------------------------------------------------- | -------------------------------------------------------------------- | -------------------------------------------------------------------- | -------------------------------------------------------------------- | -------------------------------------------------------------------- |
| 31/07/2008                                                           | Poprad                                                               | Slovacchia                                                           | 79 - 52                                                              | Italia                                                               | Torneo amichevole                                                    | 0                                                                    | [ 8 ]                                                                |
| 01/08/2008                                                           | Poprad                                                               | Italia                                                               | 68 - 70                                                              | Canada                                                               | Torneo amichevole                                                    | 7                                                                    | [ 9 ]                                                                |
| 02/08/2008                                                           | Poprad                                                               | Italia                                                               | 70 - 58                                                              | Germania                                                             | Torneo amichevole                                                    | 4                                                                    | [ 10 ]                                                               |
| 13-8-2008                                                            | Danzica                                                              | Polonia                                                              | 63 - 59                                                              | Italia                                                               | Qual. Euro 2009 - Gruppo B                                           | 0                                                                    | [ 11 ]                                                               |
| 16-8-2008                                                            | Cagliari                                                             | Italia                                                               | 77 - 62                                                              | Finlandia                                                            | Qual. Euro 2009 - Gruppo B                                           | 3                                                                    | [ 12 ]                                                               |
| 20-8-2008                                                            | Sarajevo                                                             | Bosnia ed Erzegovina                                                 | 53 - 68                                                              | Italia                                                               | Qual. Euro 2009 - Gruppo B                                           | 8                                                                    | [ 13 ]                                                               |
| 27-8-2008                                                            | Chieti                                                               | Italia                                                               | 55 - 63                                                              | Turchia                                                              | Qual. Euro 2009 - Gruppo B                                           | 0                                                                    | [ 14 ]                                                               |
| 30-8-2008                                                            | Bologna                                                              | Italia                                                               | 69 - 76                                                              | Polonia                                                              | Qual. Euro 2009 - Gruppo B                                           | 6                                                                    | [ 15 ]                                                               |
| 3-9-2008                                                             | Espoo                                                                | Finlandia                                                            | 52 - 68                                                              | Italia                                                               | Qual. Euro 2009 - Gruppo B                                           | 4                                                                    | [ 16 ]                                                               |
| 6-9-2008                                                             | Schio                                                                | Italia                                                               | 75 - 49                                                              | Bosnia ed Erzegovina                                                 | Qual. Euro 2009 - Gruppo B                                           | 7                                                                    | [ 17 ]                                                               |
| 13-9-2008                                                            | Adana                                                                | Turchia                                                              | 80 - 61                                                              | Italia                                                               | Qual. Euro 2009 - Gruppo B                                           | 0                                                                    | [ 18 ]                                                               |
| 10/01/2009                                                           | Venezia                                                              | Italia                                                               | 83 - 50                                                              | Croazia                                                              | Qual. Euro 2009 - Additional Round                                   | 0                                                                    | [ 19 ]                                                               |
| 26/05/2009                                                           | Alba Adriatica                                                       | Italia                                                               | 60 - 64                                                              | Grecia                                                               | Amichevole                                                           | 7                                                                    | [ 20 ]                                                               |
| 28/05/2009                                                           | Porto San Giorgio                                                    | Italia                                                               | 68 - 55                                                              | Croazia                                                              | Amichevole                                                           | 2                                                                    | [ 21 ]                                                               |
| 30/05/2009                                                           | Porto San Giorgio                                                    | Italia                                                               | 63 - 67                                                              | Grecia                                                               | Amichevole                                                           | 0                                                                    | [ 22 ]                                                               |
| 28/06/2009                                                           | Ortona                                                               | Italia                                                               | 118 - 35                                                             | Albania                                                              | G. Mediterraneo 2009 - Fase a gironi                                 | 14                                                                   | [ 23 ]                                                               |
| 29/06/2009                                                           | Ortona                                                               | Italia                                                               | 71 - 89                                                              | Croazia                                                              | G. Mediterraneo 2009 - Fase a gironi                                 | 5                                                                    | [ 24 ]                                                               |
| 30/06/2009                                                           | Pescara                                                              | Italia                                                               | 63 - 60                                                              | Grecia                                                               | G. Mediterraneo 2009 - Semifinale                                    | 7                                                                    | [ 25 ]                                                               |
| 02/07/2009                                                           | Pescara                                                              | Italia                                                               | 70 - 54                                                              | Serbia                                                               | G. Mediterraneo 2009 - Finale                                        | 0                                                                    | [ 26 ]                                                               |
| 14/07/2010                                                           | Cavalese                                                             | Italia                                                               | 61 - 45                                                              | Turchia                                                              | Amichevole                                                           | 0                                                                    | [ 27 ]                                                               |
| 16/07/2010                                                           | Cavalese                                                             | Italia                                                               | 76 - 73                                                              | Germania                                                             | Torneo amichevole                                                    | 0                                                                    | [ 28 ]                                                               |
| 17/07/2010                                                           | Cavalese                                                             | Italia                                                               | 62 - 69                                                              | Turchia                                                              | Torneo amichevole                                                    | 0                                                                    | [ 29 ]                                                               |
| 23/07/2010                                                           | Konya                                                                | Turchia                                                              | 51 - 67                                                              | Italia                                                               | Torneo amichevole                                                    | 7                                                                    | [ 30 ]                                                               |
| 24/07/2010                                                           | Konya                                                                | Lettonia                                                             | 66 - 68                                                              | Italia                                                               | Torneo amichevole                                                    | 0                                                                    | [ 31 ]                                                               |
| 25/07/2010                                                           | Konya                                                                | Slovacchia                                                           | 54 - 71                                                              | Italia                                                               | Torneo amichevole                                                    | 4                                                                    | [ 32 ]                                                               |
| 02/08/2010                                                           | Cagliari                                                             | Italia                                                               | 69 - 76                                                              | Croazia                                                              | Qual. Euro 2011 - Girone A                                           | 0                                                                    | [ 33 ]                                                               |
| 05/08/2010                                                           | Courtrai                                                             | Belgio                                                               | 78 - 73                                                              | Italia                                                               | Qual. Euro 2011 - Girone A                                           | 4                                                                    | [ 34 ]                                                               |
| 11/08/2010                                                           | Cagliari                                                             | Italia                                                               | 87 - 72                                                              | Lituania                                                             | Qual. Euro 2011 - Girone A                                           | 2                                                                    | [ 35 ]                                                               |
| 14/08/2010                                                           | Almere                                                               | Paesi Bassi                                                          | 60 - 70                                                              | Italia                                                               | Qual. Euro 2011 - Girone A                                           | 3                                                                    | [ 36 ]                                                               |
| 20/08/2010                                                           | Cagliari                                                             | Italia                                                               | 67 - 57                                                              | Belgio                                                               | Qual. Euro 2011 - Girone A                                           | 2                                                                    | [ 37 ]                                                               |
| 26/08/2010                                                           | Kaunas                                                               | Lituania                                                             | 81 - 83                                                              | Italia                                                               | Qual. Euro 2011 - Girone A                                           | 4                                                                    | [ 38 ]                                                               |
| 29/08/2010                                                           | Cagliari                                                             | Italia                                                               | 68 - 59                                                              | Paesi Bassi                                                          | Qual. Euro 2011 - Girone A                                           | 0                                                                    | [ 39 ]                                                               |
| Totale                                                               |                                                                      | Presenze                                                             | 32                                                                   |                                                                      | Punti                                                                | 100                                                                  |                                                                      |

## Palmarès
- Giochi del Mediterraneo: 1
Nazionale italiana: Italia 2009
- Campionato italiano: 2
Pall. Femm. Schio: 2010-11, 2012-13
- Coppa Italia: 2
Pall. Femm. Schio: 2011, 2013
- Supercoppa italiana: 2
Pall. Femm. Schio: 2012 - 2013